# Synchiropus rosulentus
Synchiropus rosulentus es una especie de peces de la familia Callionymidae en el orden de los Perciformes.

## Morfología
• Los machos pueden llegar alcanzar los 2,2 cm de longitud total.

## Hábitat
Es un pez de mar de clima tropical y asociado a los  arrecifes de coral que vive entre 5-24 m de profundidad.

## Distribución geográfica
Se encuentran en las Islas Hawái y la Isla Johnston.

## Observaciones
Es inofensivo para los humanos